# Сен-Кантен-ле-Пети
Сен-Канте́н-ле-Пети́ (фр. Saint-Quentin-le-Petit) — коммуна во Франции, находится в регионе Шампань — Арденны. Департамент — Арденны. Входит в состав кантона Шато-Порсьен. Округ коммуны — Ретель.
Код INSEE коммуны — 08396.
Коммуна расположена приблизительно в 150 км к северо-востоку от Парижа, в 75 км севернее Шалон-ан-Шампани, в 55 км к юго-западу от Шарлевиль-Мезьера.

## Население
Население коммуны на 2008 год составляло 150 человек.
| 1962 | 1968 | 1975 | 1982 | 1990 | 1999 | 2008 |
| ---- | ---- | ---- | ---- | ---- | ---- | ---- |
| 127  | 167  | 131  | 126  | 163  | 158  | 150  |

## Экономика
В 2007 году среди 94 человек в трудоспособном возрасте (15—64 лет) 67 были экономически активными, 27 — неактивными (показатель активности — 71,3 %, в 1999 году было 58,7 %). Из 67 активных работали 55 человек (29 мужчин и 26 женщин), безработных было 12 (4 мужчины и 8 женщин). Среди 27 неактивных 10 человек были учениками или студентами, 5 — пенсионерами, 12 были неактивными по другим причинам.